# 니콘 Z5
니콘 Z5는 니콘의 풀프레임 미러리스 렌즈 교환식 카메라이다. 2020년 7월 21일에 공식적으로 발표되었다. 니콘 Z 마운트 시스템의 입문자용 풀프레임 카메라이다.

## 같이 보기
- 니콘 Z7
- 니콘 Z6